# 北欧帝国党
北欧帝国党（瑞典語：Nordiska rikspartiet，NRP）是瑞典的新纳粹政党，由Göran Assar Oredsson于1956年成立，原名为瑞典国家社会主义作战联盟（瑞典語：Sveriges nationalsocialistiska kampförbund）。他的妻子Vera Oredsson也曾经担任该党的领袖，是瑞典第一位女性的政党领袖。
1973年，NRP竞选瑞典议会，但只获得了几百票，2009年该党解散。